# Kovács Antal (cselgáncsozó)
Kovács Antal (Paks, 1972. május 28. –) olimpiai- és világbajnok cselgáncsozó, közgazdász.
A Paksi Atomerőmű SE versenyzője volt. Edzője Hangyási László. Nevelő edzői Tóth Béla, majd Hangyási László. Súlycsoportja felnőtt versenyzőként - 95 kg volt, majd a súlycsoport változtatások után - 100 kg-ban versenyzett. Cselgáncsban 6 dan fokozattal rendelkezik. Magyarország első olimpiai- és első világbajnoka a judo sportágban. 1992-ben húszévesen nyert olimpiát.

## Sportolói pályafutása
1989-ben részt vett az athéni junior Európa-bajnokságon a 86 kg-ban, de helyezetlen volt. 1990-ben Ifjúsági Barátság Versenyt nyert. 1991-ben bronzérmes volt a junior Eb-n. 1992-ben bronzérmet szerzett a párizsi Európa-bajnokságon, majd a barcelonai olimpián aranyérmes lett. Az évet a junior világbajnokságon elért ezüstéremmel zárta.
1993-ban újabb Európa-bajnoki bronzérmet, majd világbajnokságot nyert. A frankfurti csapat Európa-bajnokságon helyezetlen lett a válogatottal. Az év végén az év magyar sportolójává és a legjobb európai cselgáncsozóvá választották. 1994-től az MtV Ingolstadt színeiben versenyzett a Bundesligában. A gdański Eb-n bírói döntéssel kikapott és kiesett. A decemberi főiskolai vb-n bronzérmes lett. 1995-ben ötödik lett a birminghami Eb-n. A Makuhariban megrendezett világbajnokságon kiesett. 1996-ban kvalifikációs-versenysorozaton vívta ki az olimpiai indulás jogát. Májusban a magyar sportolók eskütételén Kovács mondhatta az eskü szövegét. A hágai Eb-n a visszamérkőzésekre sérülése miatt nem állt ki, így a 7. lett. Az olimpián ötödikként végzett.
1997-ben nem vállalta a felkészülést az Eb-re, így nem indult. A vb-szereplést sérülése akadályozta meg. A következő évben 100 kg-ban szerepelt. Az oviedói Eb-n kiesett. A főiskolai vb-n aranyérmet nyert, de az 1999-es pozsonyi Európa-bajnokságon és a birminghami vb-n helyezetlen volt. 1999-ben, a román Liberty Oradea színeiben BEK-et nyert. Sydneyben, az olimpián kiesett. 2000 decemberében ismét főiskolai világbajnok lett.
2001-ben a párizsi Eb-n helyezetlen volt. A müncheni vb-n a döntőbe jutott, ahol vereséget szenvedett. A következő évben bronzérmes volt az Európa-bajnokságon. A csapatversenyben 9. lett. 2003-ban ismét Eb harmadik volt. Sérülés miatt több hónapos kihagyásra kényszerült, emiatt a vb-n sem indult. A következő évben a bukaresti Eb-n második volt 100 kg-ban. Az athéni olimpián az ünnepélyes megnyitón ő vitte a magyar zászlót, a felvonuló csapat élén. A versenyen nem szerzett helyezést. Az év végi budapesti Európa-bajnokságon, amit az csak az abszolút kategória részére rendeztek meg, harmadik lett. 2005-ben kiesett az Európa-bajnokságon. Ezután bejelentette visszavonulását. A válogatottságtól a 2005-ös debreceni csapat Európa-bajnokságon elért ezüstéremmel búcsúzott.
2006-ban osztrák csapatbajnok. 2007-ben a Hungária Kupa nemzetközi versenyen hetedik lett.

## Polgári élete
A versenysport mellett polgári tanulmányokat is folytatott, a paksi Vak Bottyán Gimnázium után egyetemre járt és közgazdász lett. 2008-tól az Atomerőmű SE ügyvezetője, 2011 májusától elnöke volt 2009-ben a Sportegyesületek Országos Szövetségének elnökségi tagja lett. A Magyar Olimpiai Bizottság felügyelőbizottságának tagja. 2012 decemberében a Magyar Cselgáncs Szövetség média alelnöke lett. 2017 májusában beválasztották a MOB elnökségébe.
Jelenleg a Paksi atomerőmű kommunikációs igazgatója, miután a Pécsi Tudományegyetem Regionális Gazdasági Doktori Iskolájában doktorált.
2004. szeptember 4-én nősült meg, három gyermek édesapja.

## Sportpályafutásának kiemelkedő eredményei

### Felnőtt eredmények
- Magyarország első olimpiai-bajnoka a sportágban (Barcelona, 1992)
- Olimpiai V. (Atlanta, 1996)
- Magyarország első világbajnoka a sportágban (Hamilton, 1993)
- Világbajnoki II. (München, 2001)
- Európa-bajnoki II. (Bukarest, 2004)
- Csapatban Európa-bajnoki II. (Debrecen, 2005)
- 5x Európa-bajnoki III. (Párizs, 1992; Athén, 1993; Maribor, 2002; Düsseldorf, 2003; Budapest, 2004)
- Európa-bajnoki V. (Birmingham, 1995)
- Grand-Prix II. (2001)
- World-Masters III. (2002)
- 2x Szuper A-Világkupa I. (Párizs, 2001; Moszkva, 2003)
- 2x Egyetemi világbajnok (Prága, 1998; Malaga, 2000)
- Egyetemi világbajnoki III. (Münster, 1994)
- Soriki Kupa I. (Japán, 1994)
- Song-Yong Kupa I. (Korea, 1990)
- 6x Magyar-bajnok (1993, 1994, 1997, 1998, 1999 és 2003)
- Magyar-bajnokság III. (1991)
- Magyar-bajnokság V. (1991)

### Junior eredmények
- Világbajnokság II. (Buenos Aires, 1992)
- Európa-bajnokság III. (Pieksamaki, 1991)
- Nemzetközi Atom Kupa I., II. (Paks, 1989; 1990)
- Magyar-bajnokság 2x I., 2x III. (1991, 1992; 1989, 1990)

### Ifjúsági eredmények
- Ifjúsági Barátság-verseny I. (Berlin, 1990)
- Magyar-bajnok (1987, 1988, 1990)

## Díjai, elismerései
- Paks díszpolgára (1992)
- A Magyar Köztársasági Érdemrend kiskeresztje (1992)
- Az év magyar cselgáncsozója (1992, 1993, 2001, 2003)
- Tolna megye legjobb férfi sportolója (1992, 1993, 1998)
- Az év magyar sportolója (1993)
- Az év európai cselgáncsozója (1993)
- A magyar Judo Szövetség aranyfokozatú érdemérme (2009)
- Csik Ferenc-díj (2020)[5]
- Prima-díj (2023)